# Wolodymyr Bileka
Wolodymyr Bileka (ukrainisch Володимир Білека; * 6. Februar 1979 in Drohobytsch) ist ein ehemaliger ukrainischer Radrennfahrer.
Bileka begann seine internationale Karriere 2002 beim US-amerikanischen Discovery Channel Pro Cycling Team. Er nahm in den Jahren 2002 bis 2005 und 2007 fünfmal am Giro d’Italia teil. Seine beste Platzierung war Platz 49 im Jahre 2007.
Nachdem Bileka mitten in der Saison 2008 "aus persönlichen Gründen" seinen Vertrag mit Silence-Lotto zum 6. Mai beendete, wurde bekannt, dass Bileka im April bei einer Trainingskontrolle positiv auf das Blutdopingmittel EPO getestet worden war. Daher wurde er vom Weltradsportverband UCI für zwei Jahre gesperrt.
Nach Ablauf seiner Sperre schloss er sich 2010 dem Continental Team Amore & Vita-Conad an und gewann 2011 die Challenge du Prince. 2012 gewann er als Teil der türkischen Mannschaft Konya Torku Şeker Spor die Bergwertung der Tour du Maroc und beendete zum Saisonende seine Laufbahn.
Im Zuge der Dopingermittlungen der Staatsanwaltschaft von Padua geriet er Ende 2014 in den Verdacht, Kunde des umstrittenen Sportmediziners Michele Ferrari gewesen zu sein.

## Erfolge
2002
- Poreč Trophy

2011
- Challenge du Prince - Trophée de l’Anniversaire

2012
- Bergwertung Tour du Maroc

## Grand-Tour-Platzierungen
| Grand Tour            | 2002 | 2003 | 2004 | 2005 | 2006 | 2007 | 2008 | 2009 | 2010 | 2011 | 2012 |
| --------------------- | ---- | ---- | ---- | ---- | ---- | ---- | ---- | ---- | ---- | ---- | ---- |
| Giro d’ItaliaGiro     | DNF  | 58   | 50   | 91   | –    | 49   | –    | –    | –    | –    | –    |
| Tour de FranceTour    | –    | –    | –    | –    | –    | –    | –    | –    | –    | –    | –    |
| Vuelta a EspañaVuelta | –    | –    | –    | –    | –    | –    | –    | –    | –    | –    | –    |

## Teams
- 2002 Landbouwkrediet-Colnago
- 2003 Landbouwkrediet-Colnago
- 2004 Landbouwkrediet-Colnago
- 2005 Discovery Channel Pro Cycling Team
- 2006 Discovery Channel Pro Cycling Team
- 2007 Discovery Channel Pro Cycling Team
- 2008 Silence-Lotto (bis 6. Mai 2008)
- 2010 Amore & Vita-Conad (ab 1. Juni 2010)
- 2011 Amore & Vita
- 2012 Konya Torku Şeker Spor